# Alcyonium norvegicum
Alcyonium norvegicum är en nässeldjursart som först beskrevs av Johan Koren och Daniel Cornelius Danielssen 1883.  Alcyonium norvegicum ingår i släktet Alcyonium, och familjen läderkoraller. Arten är reproducerande i Sverige.